# Worcester Sharks
Worcester Sharks byl profesionální americký klub ledního hokeje, který sídlil ve Worcesteru ve státě Massachusetts. Své domácí zápasy hráli "Žraloci" v tamní aréně DCU Center. Worcester působil v soutěži od sezony 2006/07 (kdy nahradili v soutěži Cleveland Barons) do ročníku 2014/15. V sezoně 2008/09 byla jejich aréna hostitelem Utkání hvězd AHL. Po celou dobu existence bylo mužstvo záložním týmem klubu NHL San José Sharks a vedl jej trenér Roy Sommer.
Klub Worcester Sharks byl majetkem společnosti San Jose Sports & Entertainment Enterprises. San José v minulosti jako farmu ve stejné soutěži užívalo zaniklé Kentucky Thoroughblades (1996-2001) a zmíněné Cleveland Barons (2001-2006).
V aréně DCU Center v letech 1994-2005 působil klub Worcester IceCats, který rovněž nastupoval v AHL, jednalo se o záložní tým celku NHL St. Louis Blues.
Od sezony 2015/16 nahradil mužstvo v soutěži celek San Jose Barracuda.

## Úspěchy klubu
- Vítěz divize - 1x (2009/10)

## Výsledky

### Základní část
Zdroj: 
| Sezona  | Zápasy | Výhry | Prohry | Prohry(pr.) | Prohry(s.n.) | Body | Góly vstřelené | Góly inkasované | Umístění v divizi |
| ------- | ------ | ----- | ------ | ----------- | ------------ | ---- | -------------- | --------------- | ----------------- |
| 2006/07 | 80     | 41    | 28     | 3           | 8            | 93   | 247            | 244             | 4. v Atlantické   |
| 2007/08 | 80     | 32    | 37     | 5           | 6            | 75   | 216            | 258             | 6. v Atlantické   |
| 2008/09 | 80     | 42    | 35     | 1           | 2            | 87   | 223            | 223             | 4. v Atlantické   |
| 2009/10 | 80     | 49    | 25     | 3           | 3            | 104  | 275            | 239             | 1. v Atlantické   |
| 2010/11 | 80     | 36    | 31     | 4           | 9            | 85   | 210            | 245             | 4. v Atlantické   |
| 2011/12 | 76     | 31    | 33     | 4           | 8            | 74   | 199            | 218             | 5. v Atlantické   |
| 2012/13 | 76     | 31    | 34     | 4           | 7            | 73   | 191            | 228             | 4. v Atlantické   |
| 2013/14 | 76     | 36    | 34     | 4           | 2            | 78   | 189            | 226             | 4. v Atlantické   |
| 2014/15 | 76     | 41    | 29     | 4           | 2            | 88   | 224            | 198             | 3. v Atlantické   |

### Play-off

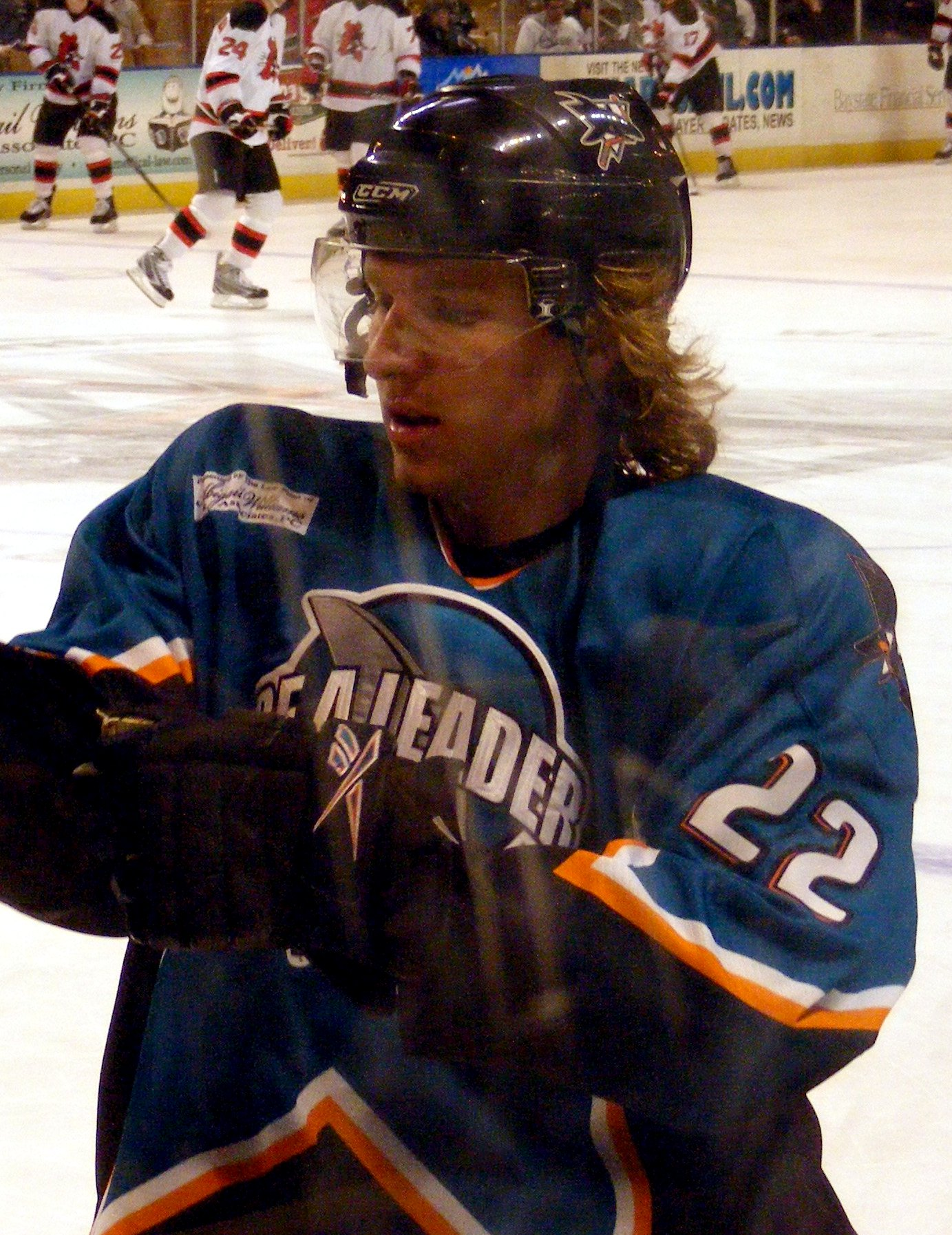
Lukáš Kašpar v dresu Worcesteru bojoval o místo v sestavě San José Sharks tři sezony

Zdroj: 
| Sezona  | 1. kolo                    | 2. kolo                    | Finále konference          | Finále Calder Cupu         |
| ------- | -------------------------- | -------------------------- | -------------------------- | -------------------------- |
| 2006/07 | porážka, 2–4, Manchester   | —                          | —                          | —                          |
| 2007/08 | mužstvo se nekvalifikovalo | mužstvo se nekvalifikovalo | mužstvo se nekvalifikovalo | mužstvo se nekvalifikovalo |
| 2008/09 | postup, 4-2, Hartford      | porážka, 2-4, Providence   | —                          | —                          |
| 2009/10 | postup, 4-1, Lowell        | porážka, 2–4, Manchester   | —                          | —                          |
| 2010/11 | mužstvo se nekvalifikovalo | mužstvo se nekvalifikovalo | mužstvo se nekvalifikovalo | mužstvo se nekvalifikovalo |
| 2011/12 | mužstvo se nekvalifikovalo | mužstvo se nekvalifikovalo | mužstvo se nekvalifikovalo | mužstvo se nekvalifikovalo |
| 2012/13 | mužstvo se nekvalifikovalo | mužstvo se nekvalifikovalo | mužstvo se nekvalifikovalo | mužstvo se nekvalifikovalo |
| 2013/14 | mužstvo se nekvalifikovalo | mužstvo se nekvalifikovalo | mužstvo se nekvalifikovalo | mužstvo se nekvalifikovalo |
| 2014/15 | porážka, 1—3, Hershey      | —                          | —                          | —                          |

## Klubové rekordy

### Za sezonu
Góly: 35, Mathieu Darche (2006/07)
Asistence: 47, Ryan Vesce (2008/09)
Body: 80, Mathieu Darche (2006/07)
Trestné minuty: 238, Matt Pelech (2012/13)
Průměr obdržených branek: 2.06, Aaron Dell (2014/15)
Procento úspěšnosti zákroků: .927, Aaron Dell (2014/15)
Čistá konta: 4, Alex Stalock (2009/10) a Aaron Dell (2014/15)
Vychytaná vítězství: 39, Alex Stalock (2008/09)

### Celkové
Góly: 63, John McCarthy
Asistence: 92, Tom Cavanagh
Body: 151, John McCarthy
Trestné minuty: 577, Frazer McLaren
Čistá konta: 6, Alex Stalock
Vychytaná vítězství: 76, Alex Stalock
Odehrané zápasy: 277, Nick Petrecki a John McCarthy